# Lars om Lilholt
|  | Denne artikel er oprettet af botten Steenthbot ud fra en ekstern database. Den kan derfor have sproglige fejl eller mangler. Denne skabelon kan fjernes efter kontrol af indholdet. |

Lars om Lilholt er en dansk dokumentarfilm fra 2023 instrueret af Henrik Veileborg.

## Handling
Vi møder Lars Lilholt på turné med nogle af hans unge musikere. Fra en række hotelværelser fortæller han ærligt og intimt om sit lange liv i musikkens tjeneste, og om vendepunkter, der har haft afgørende betydning for ham som menneske, musiker og sangskriver. Vi hører om spillemanden Otto Trads, der forankrede Lilholt i folkemusikken, om anerkendelse fra ungdomshelten Björn Afzelius og om "Kald det kærlighed" - Lilholts til dato største hit - der blev født i afmagt og vrede. Vi oplever turné-livets banale rutiner - ophold på hotel, prøver med musikerne, klargøring til koncerter - og hører strofer fra Lilholts store bagkatalog, helt nyt materiale, og sange fremført live under turnéens koncerter. Vi fornemmer Døden, der en tid vandrede helt tæt ved Lilholts side, og forstår Musikken som et livsbekræftende mødested mellem generationer.

## Medvirkende
- Lars Lilholt